# Kanton Rodez-Nord
Der Kanton Rodez-Nord war von 1973 bis 2015 ein französischer Wahlkreis im Département Aveyron und in der Region Midi-Pyrénées. Er umfasste zwei Gemeinden und die nördlichen Teile der Stadt Rodez im Arrondissement Rodez. Die landesweiten Änderungen in der Zusammensetzung der Kantone brachten im März 2015 seine Auflösung. Vertreter im conseil général des Départements war zuletzt von 2008 bis 2015 Jean-Louis Roussel (PG).

## Gemeinden
In der nachfolgenden Tabelle ist für alle drei Gemeinden jeweils die gesamte Einwohnerzahl angegeben (im Kanton lebten etwa 2.300 Einwohner aus Rodez):
| Gemeinde          | Einwohner Jahr | Fläche km² | Bevölkerungsdichte | Code INSEE | Postleitzahl |
| ----------------- | -------------- | ---------- | ------------------ | ---------- | ------------ |
| Onet-le-Château   | 11.604 (2013)  | 40,2       | 289 Einw./km²      | 12176      | 12850        |
| Rodez             | 23.741 (2013)  | –          | – Einw./km²        | 12202      | 12000        |
| Sébazac-Concourès | 3.132 (2013)   | 25,82      | 121 Einw./km²      | 12264      | 12740        |